# Авгеропулос, Герасимос
Гера́симос Авгеро́пулос (греч. Γεράσιμος Αυγερόπουλος); 20 октября 1887, Агринион — 26 октября 1981 года, Афины) — греческий кавалерийский офицер и политик, командир VIII дивизии Народно-освободительной армии Греции (ЭЛАС), один из основателей Единой демократической левой партии (ЭДА).

## Молодость
Герасимос Авгеропулос родился в городе Агринион в 1887 году.
По другим источникам, в близлежащем селе Крикелло Эвритании.
Окончил училище унтер-офицеров в звании младшего лейтенанта кавалерии.
Принял участие в антимонархическом офицерском движении 1909 года, руководимом полковником Николаосом Зорбасом.
Принял участие в последовавших Балканских войнах (1912—1913) и отличился в битве при Сарантапоро против турок и в битве при Килкис-Лахана против болгар.
В Первую мировую войну воевал на Македонском фронте.
Принял участие в малоазийском походе греческой армии (1919—1922).
В межвоенный период, в 1937 году, в звании полковника, вступил в офицерскую организацию, ставившую своей целью свержение диктаторского режима генерала Метаксаса:460.
Издание масонской Великой ложи Греции утверждает, что в межвоенный период Авгеропулос стал её членом и проявил активно участвовал в масонской деятельности.
Как и многим другим офицерам, находившимся в отставке по политическим причинам, Авгеропулосу было отказано в участии в Греко-итальянской войне (1940—1941).

## Сопротивление
С началом тройной германо-итало-болгарской оккупации Греции (1941—1944) Авгеропулос вступил в созданную по инициативе компартии Греции Народно-освободительную армию Греции (ЭЛАС).
В звании генерал-майора Авгеропулос принял командование VIII дивизией ЭЛАС в Эпире.
К концу 1943 года ЭЛАС была трансформирована в регулярную армию, с постепенным переходом от тактики партизанской войны к тактике регулярной армии.
Генералу Авгеропулосу принадлежит подготовка и руководство одной из крупнейших операций регулярной армии ЭЛАС — операции по взятии города Амфилохиа в Западной Греции 12-13 июля 1944 года.
Целью операции было перекрыть один из двух путей отступления Вермахта из Греции.
Части VIII дивизии сломили сопротивление гарнизона (до 2 тыс. человек) этого укреплённого города.
Потери гарнизона города составили 270 человек убитыми и 57 пленными.
Части VIII дивизии также потеряли убитыми более 100 бойцов.

## Декабрьские события 1944 года
В период британской интервенции в декабре 1944 года генерал Авгеропулос оставался комдивом VIII дивизии:758.
Генеральный штаб ЭЛАС, располагая на севере страны I и VIII дивизиями и группой дивизий Македонии (VI, IX, XI дивизии), поручил им охрану северных границ, ликвидацию подразделений ЭДЕС в Эпире и ультраправой ПАО в Македонии, а также блокирование английских сил в Салониках и других плацдармах.
В Эпире были задействованы I, VIII, IX дивизии, в Македонии — VI дивизия. Банды в Македонии были ликвидированы за несколько часов.
Против ЭДЕС (7-9 тысяч вооружённых бойцов) операция началась с опозданием, 21 декабря. В операции были задействованы 18-20 тысяч партизан ЭЛАС. Несмотря на британскую поддержку, ЭДЕС выстоял только 3 дня, и 29 декабря ни одного соединения ЭДЕС не осталось на территории Эпира:778.
Но тактическая победа над ЭДЕС была стратегическим поражением ЭЛАС. Историк Т. Герозисис пишет, что ЦК ЭЛАС и Политбюро компартии следовало оставить Зерваса в покое и свести с ним счёты после того, как завершится сражение в Афинах, так, как это сделал Тито со своим «Зервасом» Михаиловичем.
Несмотря на то что ЭЛАС, за исключением Афин и нескольких других прибрежных городов и островов, в целом сохранял контроль в стране, руководство ЭЛАС и компартии пошло в январе 1945 года на подписание Варкизского соглашения, полагая, что оно приведёт к примирению страны.
Одним из основных положений соглашения было разоружение ЭЛАС.

## Период террора и гражданской войны
Варкизское соглашение не привело страну к миру. Последовал период т. н. «Белого террора».
Преследуемые бандами монархистов и бывших коллаборационистов, бывшие партизаны ЭЛАС стали уходить в горы.
В этих условиях и предвидя вероятность открытой гражданской войны, правительство монархистов объявило о «мобилизации» бывших офицеров ЭЛАС. Со своей стороны, компартия, продолжая свою политику примирения, рекомендовала офицерам принять повестки, вследствие чего после начала Гражданской войны (1946—1949) Демократическая армия осталась без опытных офицеров.
Генерал Авгеропулос в числе других «мобилизованных» офицеров оказался в концлагере Макронисос:847.

## Послевоенный период
После поражения Демократической армии (1949) и с компартией вне закона, в 1951 году начался процесс консолидации левых сил в Единую демократическую левую партию (ЭДА).
Авгеропулос был избран депутатом парламента от второго округа Афин на парламентских выборах 1956 года.
Он также был избран депутатом парламента на выборах 1958 года, когда ЭДА одержала большую победу, став второй партией в стране и главной оппозиционной силой.
Он также был выбран депутатом парламента на выборах 1961 года.

## Горгопотамос — 1964 год
На выборах 1964 года победила партия «Союз центра», возглавляемая Г. Папандреу. Папандреу в этот период находился в конфронтации с королевским двором по вопросам армии и с американцами по вопросу Кипра.
В ноябре 1964 года правительство приняло решение отметить официальным празднованием годовщину взрыва моста Горгопотамос силами греческого Сопротивления и союзниками в годы войны. Организации ветеранов Сопротивления считались незаконными, но празднование годовщины было сочтено как уступка народному давлению признать Национальное Сопротивление:1016.
25 ноября под мостом Горгопотамоса собрались 20 тысяч бывших партизан ЭЛАС и сторонников левых партий, а также ветераны ЭДЕС.
Но место митинга оказалось заминированным неизвестными. Когда собравшиеся направились к опорам моста возложить венки, они нарвались на мину. 13 человек погибли, включая 12-летнюю девочку, 80 человек было ранено. Было выдвинуто обвинение, что это была совместная операция ЦРУ и греческих секретных служб под наименованием «Операция Стрела». Целью операции была политическая дестабилизация в стране, низложение правительства Папандреу и террор против левых сил и ветеранов ЭАМ-ЭЛАС. Официальный рапорт расследования гласил, что взорвавшаяся мина была «американского образца» и находилась на месте взрыва с 1947 года (с гражданской войны), если не с оккупации.
Папандреу принял этот рапорт, шантажируя левые силы фразой «или правду и правительство будет низложено, или оставляем как есть и правительство остаётся у власти».
Между тем существовали доклады, сообщавшие, что минные поля вокруг моста были дважды зачищены.
Министерство обороны представило документы о минных полях под номерами «ΕΘ7», от 1948 года с 182 минами, полностью зачищенном в 1957 году, и «ΑΒ10» от 1949 года с 88 минами, которые были обезврежены поэтапно с 1951 по 1957 год. Взорвавшаяся мина находилась на втором поле.
На вопрос, как на зачищенном поле оказалась необезвреженная мина, был получен ответ — случается. Когда была найдена ещё одна мина, ответом было — две мины ускользнули. Когда были найдены ещё 2 мины, не было получено никакого ответа.
Между тем все предыдущие годы железнодорожники неоднократно производили работы на этом месте, и стада овец годами паслись под мостом.
Взрыв состоялся, когда жандармерия препятствовала ветеранам возложить венки, так как это было вне программы, и официальные лица начали покидать мероприятие. После взрывов собравшиеся решили, что их блокировала жандармерия и забрасывала гранатами, и двинулись против жандармов. Правительство предало жертв взрыва суду по обвинению в «мятеже против государства».
Сам Папандреу, говоря о судимых «коммунистах», инструктировал своих близких сотрудников: «раздавите их».
18 ветеранов были осуждены: на 3 года секретарь Союза инвалидов и раненных Сопротивления К. Тасопулос и член руководства Союза жертв оккупации «Феникс» Анна Солому. На 2,5 года генерал Авгеропулос, С. Бекиос, участник операции Горгопотамос. Остальные 14 ветеранов были осуждены на многомесячное заключение; среди них был также старый генерал Кусиндас (ЭДЕС):1018.
Сразу по окончании суда, 4 августа 1965 года, в прессу попало письмо военного атташе США в Афинах, в котором говорилось о американской «Операции ARROW-1» (Стрела-1). Американское посольство немедленно объявило письмо фальшивкой.
В письме говорилось, что взрыв мины был делом рук ЦРУ. Исполнители прибыли из Германии и были греками (или среди них были также греки), которые, не входя в контакт с местным населением, были эвакуированы по завершении операции на свою базу в Германии. О деталях операции был информирован персонал посольства США.
Письмо выражало недовольство, что «наши друзья в армии и на флоте» не воспользовались создавшимся положением в стране.
Поскольку американское посольство заявило, что письмо — фальшивка, делу не дали ход, несмотря на расследование, которое предпринял юрист Х. Рахиотис, чья жена была среди 13 погибших.

## Последние годы
Пришедшая к власти в 1967 году военная хунта не обошла вниманием 80-летнего ветерана ЭЛАС.
Он в очередной раз был отправлен в концлагерь — на этот раз на остров Ярос.
Авгеропулос был освобождён в 1969 году.
Один из чёрных полковников, С. Паттакос, впоследствии писал, что освобождение генерала Авгеропулоса и других заключённых старше 70 лет было его заслугой.
По освобождении и по мере своих сил генерал Авгеропулос включился в антидиктаторскую борьбу.
Генерал Авгеропулос умер в Афинах в преклонном возрасте, в 1981 году, и был похоронен на Первом афинском кладбище.